# Doug Richardson
 (juin 2016).
Si vous disposez d'ouvrages ou d'articles de référence ou si vous connaissez des sites web de qualité traitant du thème abordé ici, merci de compléter l'article en donnant les références utiles à sa vérifiabilité et en les liant à la section « Notes et références ».
Doug Richardson est un scénariste et producteur américain.

## Filmographie
Scénariste
- 1990 : 58 minutes pour vivre (Die Hard 2) de Renny Harlin
- 1995 : Bad Boys de Michael Bay
- 1995 : Money Train de Joseph Ruben
- 2004 : Bienvenue à Mooseport (Welcome To Moosport) de Donald Petrie
- 2005 : Otage (Hostage) de Florent Emilio-Siri
- 2024 : Cash Out de Randall Emmett

Producteur
- 2004 : Bienvenue à Mooseport (Welcome To Mooseport) de Donald Petrie (producteur exécutif)